# نبرد کاک (۱۹۳۹)
نبرد کاک آخرین نبرد در جریان تهاجم به لهستان در آغاز جنگ جهانی دوم در اروپا بود. این نبرد در بازهٔ ۲–۵ اکتبر ۱۹۳۹ و در نزدیکی کاک واقع در لهستان اتفاق افتاد.: 12, 84 